# Тупино
Ту́пино (рос. Тупино, марій. Эшпайродо) — присілок у складі Новотор'яльського району Марій Ел, Росія. Входить до складу Старотор'яльського сільського поселення.

## Населення
Населення — 30 осіб (2010; 38 у 2002).
Національний склад (станом на 2002 рік):
- лучні марійці — 100 %